# Tierschutzvolksbegehren in Österreich 2021
Das Tierschutzvolksbegehren in Österreich 2021 war ein Volksbegehren in Österreich. Es forderte primär systemische Verbesserungen im Umgang mit landwirtschaftlich genutzten Tieren. Das sollte über mehr Transparenz bei Lebensmitteln, eine Umschichtung der (europäischen) Fördermittel, eine Bindung der öffentlichen Beschaffung an Tierwohlkriterien sowie eine Reihe von konkreten Maßnahmen der Adaptierung der bestehenden Tierschutzgesetze erfolgen, etwa betreffend Tiertransporte. Es strebt eine echte Agrarwende an und spricht sich gegen bloße Symptombekämpfung aus.
Das Tierschutzvolksbegehren wurde von einem gemeinnützigen Verein unter Leitung von Sebastian Bohrn Mena getragen und von Ehrenamtlichen organisiert. Es wurde von zahlreichen Prominenten wie Dominic Thiem und Erni Mangold, von Politikern wie Sarah Wiener, Leonore Gewessler und Werner Kogler, von Unternehmern, zivilgesellschaftlichen Organisationen wie der Österreichischen Hochschülerschaft und der Kirche unterstützt.
Darüber hinaus brachte es sich aktiv in Initiativen des Klimaschutzes ein, etwa in der Initiative für eine klimafreundliche Landwirtschaft, gemeinsam mit Organisationen wie Bio Austria und Greenpeace. Das Volksbegehren verstand sich außerdem als „Pro-Bauern-Initiative“ und arbeitete eng mit bäuerlichen Organisationen zusammen, da eine nachhaltige und systemische Veränderung nach Meinung der Initiatoren nur gemeinsam mit den Landwirten erfolgen könne.

## Forderungen
Die offizielle Kurzbeschreibung des Tierschutzvolksbegehrens, die bei jedem Volksbegehren maximal 500 Zeichen umfassen darf, lautet wie folgt:

„Tiere sind fühlende Wesen. Sie sind von uns zu respektieren und zu schützen. Doch Millionen Tiere erhalten diesen Schutz nicht und leiden unermessliche Qualen. Wir wollen ihnen in Österreich eine starke Stimme geben. Um Tierleid zu beenden und Alternativen zu fördern, verlangen wir (verfassungs-)gesetzliche Änderungen vom Bundesgesetzgeber. Diese sollen heimische BäuerInnen stärken und sich positiv auf Gesundheit, Umwelt und Klima und auf die Zukunft unserer Kinder und Enkelkinder auswirken“

Das Tierschutzvolksbegehren hat fünf Hauptforderungen an den Gesetzgeber, die sich in 14 Forderungspunkte untergliedern.
1. Für eine tiergerechte und zukunftsfähige Landwirtschaft
2. Öffentliche Mittel sollen das Tierwohl fördern
3. Mehr Transparenz für Konsumenten
4. Ein besseres Leben für Hunde und Katzen
5. Eine starke Stimme für die Tiere

## Geschichte
Das Volksbegehren wurde ab Herbst 2018 vom Aktivisten Sebastian Bohrn Mena gemeinsam mit Experten vorbereitet und im November 2018 öffentlich angekündigt. Im Februar 2019 wurde das Programm von den Erstellern des Forderungskatalogs präsentiert, ab dem 7. Mai 2019 mit dem Sammeln von Unterstützungserklärungen begonnen.
Am 6. Mai 2019 wurde das Tierschutzvolksbegehren beim Innenministerium eingereicht, seither wurden Unterstützungserklärungen gesammelt. Im Oktober 2019 wurde ein Zwischenstand von 50.000 Unterschriften erreicht, bis Ende 2020 sollten weiter Unterstützungserklärungen gesammelt werden. Die Eintragungswoche war ursprünglich für das Frühjahr 2021 geplant, das Volksbegehren wollte bis längstens Ende 2022 an der politischen Umsetzung der Forderungen arbeiten. Aufgrund der Corona-Krise sahen sich die Initiatoren im März 2020 jedoch gezwungen, den Zeitplan für Volksbegehren zu kürzen.
Am 29. Juni 2020 wurde die Sammlung von Unterstützungserklärungen abgeschlossen, bis dahin waren 210.000 Unterschriften gesammelt worden. Damit war das Tierschutzvolksbegehren in dieser Phase eine der erfolgreichsten Initiativen in der Geschichte der Volksbegehren. Die Eintragungswoche wurde vom Innenministerium für 18. – 25. Jänner 2021 angesetzt, zur Unterschrift riefen auch Tierschutzminister Rudolf Anschober und Klimaministerin Leonore Gewessler persönlich auf.
Am 8. Februar 2021 wurde bekanntgegeben, dass die Initiative oekoreich dem Tierschutzvolksbegehren offiziell nachfolgen und seine Arbeit fortsetzen wird, sie ist eine Initiative der Gemeinwohlstiftung COMÚN. Insbesondere die parlamentarische Behandlung des Volksbegehrens soll bereits von dieser neuen Bürger-Bewegung umgesetzt werden. Seit März 2021 gibt es dazu das gleichnamige Onlinemagazin oekoreich.

## Ergebnis
Laut offiziellem Endergebnis unterschrieben 416.229 Menschen das Tierschutzvolksbegehren. Damit ist es das erfolgreichste Volksbegehren seit 2018 und belegt Rang 17 auf der Liste der Volksbegehren in der 2. Republik. Die Initiatoren wiesen in ihrer abschließenden Stellungnahme darauf hin, dass das Ergebnis einem Stimmenanteil von 8,7 Prozent bei den Nationalratswahl in Österreich 2019 entsprechen würde, womit ihr Ziel, „Klubstatus“ zu erreichen, weit übertroffen worden sei. In einer Stellungnahme dankte Tierschutzminister Rudolf Anschober den Initiatoren und bezeichnete das Ergebnis als „fantastischen Rückenwind“ für seine Arbeit in der Bundesregierung.
Die Bürgerinitiative oekoreich, Nachfolgerin des Tierschutzvolksbegehrens, erhob zwischen März und Juni 2021 in einem „außerparlamentarischen Konsultationsprozess“die Perspektiven von 18 Experten, die Ergebnisse wurden den Parlamentsfraktionen zur Verfügung gestellt.
Am 19. Mai 2021 wurde das Tierschutzvolksbegehren erstmals im Plenum des Nationalrats diskutiert und fand dort breite Zustimmung in allen Parlamentsfraktionen. Am 10. Juni fand das Expertenhearing im zuständigen Gesundheitsausschuss statt, bei dem u. a. Experten wie Leopold Kirner, Werner Zöllitsch und Martin Balluch mitwirkten. Neben unterstützenden Wortmeldungen durch alle Parlamentsfraktionen bekundete auch der neue Tierschutzminister Wolfgang Mückstein seine Unterstützung für die Ziele des Volksbegehrens und kündigte Initiativen für eine rasche Umsetzung von wesentlichen Forderungen an, etwa ein Verbot der Vollspaltenböden oder die verpflichtende Kennzeichnung von Lebensmitteln. Tierschutzvolksbegehren-Bevollmächtigter Sebastian Bohrn Mena formulierte bei der Debatte den „Totalumbau der österreichischen Landwirtschaft“ als langfristiges Ziel für den parlamentarischen Prozess und mahnte von allen Parteien entsprechende Bewegung ein. Mit den Stimmen von ÖVP und Grünen wurde die weitere Behandlung des Volksbegehrens auf den Herbst vertagt.
Am 9. Dezember 2021 fand die finale Behandlung des Tierschutzvolksbegehrens im zuständigen Gesundheitsausschuss statt, am 15. Dezember 2021 folgte sie im Plenum des österreichischen Nationalrats. Dabei konnte die Umsetzung zentraler Forderungspunkte erreicht werden, ein entsprechender Antrag von ÖVP und Grünen wurde von FPÖ und NEOS unterstützt. Die Fraktionen einigten sich auf ein Verbot des Kükentötens, ein Verbot von Vollspaltenböden bei Neu- und Umbauten sowie ein Verbot der Exporte von Rindern zu Mast- und Schlachtzwecken. Daneben wurden Fortschritte im Bereich der Kastration von Katzen und zur Verhinderung von Qualzucht bei Hunden paktiert. Die Initiatoren des Volksbegehrens zeigten sich zufrieden und sprachen von einem „Meilenstein für den Tierschutz in Österreich“, der durch die Beschlüsse im Nationalrat erreicht worden sei.